# Mari Wilson
Mari Macmillan Ramsay Wilson (Neasden, 29 de septiembre de 1954) es una cantante inglesa de pop y jazz. Logró reconocimiento internacional tras el lanzamiento de su exitoso sencillo de 1982 "Just What I Always Wanted" y por su peinado al estilo Beehive.

## Carrera
Grabando con su banda de acompañamiento The Wilsations, Wilson colocó seis sencillos entre los 100 mejores del Reino Unido entre 1982-84. Su mayor éxito, "Just What I Wanted Always", alcanzó la posición No. 8 en 1982. En 1983 obtuvo un segundo éxito Top 40 con una versión de "Cry Me a River" (No. 27 en el Reino Unido) y lanzó su álbum debut Showpeople (No. 24 en el Reino Unido). En 1985 interpretó la canción "Would You Dance with a Stranger" (canción para la película Dance with a Stranger) y cambió su carrera hacia las actuaciones en vivo.
En 1992, el álbum The Rhythm Romance, que combinaba estándares de jazz con canciones de los años 1960 y material original, no logró devolverla a las listas de éxitos. Continuó actuando con bandas de jazz y cantó el tema principal de la comedia televisiva Coupling ("Maybe, Maybe, Maybe").
En 2005 volvió a los estudios de grabación publicando el álbum Dolled Up, seguido por una compilación de sus éxitos, The Platinum Collection, para celebrar su aniversario No. 25 en la industria de la música. Además de seguir su carrera en solitario, realizó una gira con Barb Jungr y Claire Martin titulada Girl Talk (Claire Martin fue reemplazada más adelante por Gwyneth Herbert). A partir de entonces ha publicado algunos álbumes de estudio y varias recopilaciones.

## Discografía

### Álbumes
- Showpeople (1983)
- Rhythm Romance (1991)
- Just What I Always Wanted (1992)
- Beat The Beat (1992)
- Dolled Up (2005)
- The Platinum Collection (2007)
- Emotional Glamour (2008)
- Cover Stories (2012)
- Pop Deluxe (2016)